# Pedrão
Pedrão là một đô thị thuộc bang Bahia, Brasil. Đô thị này có diện tích 172,458 km², dân số năm 2007 là 6900 người, mật độ 40,01 người/km².